# Rothmannia kuchingensis
Rothmannia kuchingensis är en måreväxtart som först beskrevs av William Wright Smith, och fick sitt nu gällande namn av Khoon Meng Wong. Rothmannia kuchingensis ingår i släktet Rothmannia och familjen måreväxter. Inga underarter finns listade i Catalogue of Life.